# Sáva Stratelat a 70 společníků
Svatí Sáva Stratelat a 70 společníků byli ve 3. století křesťanští mučedníci v Římě.
Svatý Sáva byl původem Gót. Stal se vojákem za císaře Aureliána. Brzy získal vysokou vojenskou hodnost generála.
Od mladí byl křesťanem, pomáhal ostatním křesťanům a navštěvoval vězně. Za svůj zbožný život získal dar léčit a vymítat démony.
Když císař Aurelián zjistil, že Sáva je křesťan, sebral mu vojenskou hodnost. Sáva byl uvězněn a nucen zříci se své víry. Byl krutě mučen, avšak víru si zachoval.
Když 70 vojáků vidělo jeho mučení, obrátili se na křesťanskou víru a za to byli sťati.
Svatý Sáva byl utopen v řece. Vše se stalo roku 272 v Římě.
Jejich svátek se slaví 24. dubna.